# Családi titkok
A Családi Titkok egy 2012-es magyar-reality televíziós sorozat, ami különböző családi viszályokat és egyéb családi drámákat mutat be. Magyarországon a TV2 adta, jelenleg a Super TV2 adja.

## Történet
Szinte az összes résznek saját szomorú története van, mindig más szereplőkkel. A sorozat részei leggyakrabban 45 percesek. A részek általában boldogan fejeződnek be. Persze vannak kivételek is, ilyen például az Edző c. rész is. 

## Helyszín
A felvételek többségét Budapesten forgatták, és kisebb falukban is.

## Szereplők
A rész végén sose említik meg a szereplők valódi nevét. Ez vélhetően azért van, mert a benne szereplő emberek egy része amatőr színész.

### Ismert színészek
- Balogh Orsolya[1]
- Bede -Fazekas Annamária (Juli)
- Berki Szofi (László Gizella, Vidámpark c. epizód)
- Bessenyei Emma
- Borbély Blanka (Bérczes Szandra,Az eldobott gyermek c. epizód)
- Bódis Irén (Anna, A Boszorkánysziget c. epizód)
- Buch Tibor
- Csillag Botond
- Dankó Laura
- Farkas Viktória (Mariann, a Mostoha c. epizód)
- Farkasinszky Edit (Az ügyvédnő c. epizód)
- Goztola Krisztina
- Géczy Dorottya
- Hirling Judit
- Kerekes Judit
- Kékesi Gábor (Péter, Az ügyvédnő c. epizód)
- Király Ágnes
- Kovács Napsugár
- Kovács Éva Rebecca
- Krajnik - Balogh Gábor
- Kuberkó Enikő (Dr. Zentai Dorina, Az ügyvédnő c. epizód)
- Kuna Kata (Betti)
- Nagy Kornélia
- Nagy Rebeka
- Pelsőczy Luca
- Presits Tamás (Barnabás, Vidámpark c. epizód)
- Ömböli Pál
- Szabó Rebeka
- Szabó Boglárka (Hegyi Boglárka, A diákújságíró c. epizód)
- Szatmári Attila
- Szokol Péter (János)
- Szoták Andrea
- Tóth Zoltán (Ottó)
- Tzafetás Roland
- Varga Zsófia
- Valiszka László

## Epizódok
A sorozatnak jelenleg összesen 226 része van.

## Külső hivatkozások
- A Családi Titkok a port.hu-n (magyar nyelven)